# 히가시미요시정
히가시미요시정(일본어: 東みよし町)은 일본 도쿠시마현 미요시군의 정이다.
시코쿠 산간부에 있으나, 인구 감소가 비교적 적은 지역이다. 최근에는 국도 192호선이 연장되고 대형 상업 시설과 음식점이 많이 개점해 밤 늦게까지 주변 시정촌에서 찾아오는 이용객도 많다. 도쿠시마현 서부 지역에서는 상업이 가장 활기 있는 지역이다.

## 지리
요시노강 중류 지역의 대안에 위치하는 두 정이 '산산 대교(三三大橋)'에 의해 이어져 있다.

## 역사
- 2006년 3월 1일 - 미요시군의 미요시정(三好町), 미카모정(三加茂町)이 합병(신설 합병)해 탄생했다.

## 교통

### 철도
- 시코쿠 여객철도
  - 도쿠시마선
  - 도산선

### 도로
- 도쿠시마 자동차도
- 국도 192호선